# 신세대 보고 - 어른들은 몰라요의 에피소드 목록 (1998년)
이 문서에서는 대한민국의 방송사 한국방송공사의 KBS 1TV, KBS 2TV에서 방송된 시추에이션 드라마인 《신세대 보고 - 어른들은 몰라요》의 1998년 에피소드 목록을 나열한다.

## 에피소드 목록
| 회차    | 방송 일자 | 부제                       | 극본                                                                                                  | 연출                                                                                                  | 출연 | 비고                                                                                                  |
| ------- | --------- | -------------------------- | --- | --- | --- | --- |
| 제139회 | 1월 6일   | 그들의 선택                | 이기순                                                                                                | 박찬홍                                                                                                | 김정하, 김민경, 김성실, 박진형, 조현철(조성원), 조희, 원미경, 곽상호, 편기연, 문지희, 채운기, 송승현(송채빈), 김준규, 배광훈, 이용인, 한성민           | |
| 제140회 | 1월 13일  | 주리의 사랑                | 이향희                                                                                                | 신재국                                                                                                | 이인혜, 최영완, 박성택, 최희연, 박선주, 김혜경, 서미애                                                                                                 | |
| 제141회 | 1월 20일  | 겨울 이야기                | 김지우                                                                                                | 김형일                                                                                                | 육동일, 이종길, 조현철(조성원), 강지우(강용석), 장창주, 박소정(고은영), 곽상호, 권지혜, 권은희                                                         | |
| 제142회 | 1월 27일  | 다시 1학년 3반             | 이기순                                                                                                | 이제헌                                                                                                | 양동재, 김래원, 한승연, 유재이, 편기연, 정범, 권혁풍, 김주성, 이용인, 김재훈, 김대수, 조용주, 안세종                                                   | |
| 제143회 | 2월 3일   | 선배위의 후배              | 이향희                                                                                                | 심광흠                                                                                                | 이인혜, 김대환, 양지선, 장창주, 민경조, 박소라, 김혜경, 강진아, 조민경, 이승민                                                                         | |
| 제144회 | 2월 10일  | 졸업                       | 김지우                                                                                                | 박찬홍                                                                                                | 이원발, 서재경, 육동일, 장성운, 장창주, 권선희, 곽상호, 김성필, 윤영철                                                                                 | |
| 제145회 | 2월 16일  | 친구의 누나                | 이기순                                                                                                | 신재국                                                                                                | 김상엽, 이혜경, 고동현, 성인자, 김민정(민지영), 김수경, 윤상현, 김희태, 윤정희, 김수나                                                                 | KBS 1TV 이동, 복귀                                                                                    |
| 제146회 | 2월 23일  | 신데렐라는 없다            | 이향희                                                                                                | 김형일                                                                                                | 김민지, 박소라, 노정명, 전현, 이문수, 김연수, 김하균, 구보석, 박정학, 이상훈, 권은희, 서세원(특별출연)                                                 | |
| 제147회 | 3월 2일   | 엄마없이 못살아            | 김지우                                                                                                | 이제헌                                                                                                | 고동현, 이승민, 곽상호, 장나라, 김호영, 연운경, 박영숙                                                                                                 | |
| 제148회 | 3월 9일   | 남과 여                    | 이기순                                                                                                | 심광흠                                                                                                | 권지혜, 김준규, 조명식(조재완), 김은비, 박윤영, 김태한, 허맹호, 박윤정, 김민경                                                                         | |
| 제149회 | 3월 16일  | 제복은 자유롭고 싶다       | 이향희                                                                                                | 한철경                                                                                                | 조희, 서현기, 김상엽, 이주용, 나성균, 양재원, 조승희, 나경민, 최덕창, 이영민, 맹준호, 류정곤, 김희태, 김승범, 전의혁, 윤상현                           | |
| 제150회 | 3월 23일  | 손 상무와 박 과장          | 신종곤                                                                                                | 김형일                                                                                                | 정태우, 박소라, 문혁, 손무, 임진희, 박세론, 박미지, 양동재, 이성호, 황범식, 이경순                                                                     | |
| 제151회 | 3월 30일  | 201의 실종                 | 김지우                                                                                                | 박찬홍                                                                                                | 육동일, 조명식(조재완), 김래원, 전정로, 고동현, 편기연, 김하균, 이금복, 박건식, 임강성, 최성문                                                         | |
| 제152회 | 4월 6일   | 잔인한 4월                 | 이향희                                                                                                | 이제헌                                                                                                | 전유경, 채민희(채은재), 이주현(이보나), 박미지, 양금석, 허맹호, 김민경, 강진아, 박용천(특별출연: 신경정신과 전문의)                                    | |
| 제153회 | 4월 13일  | 나의 아름다운 친구         | 김지우                                                                                                | 심광흠                                                                                                | 이인혜, 오유나, 성인자, 김윤근, 김준규, 박세론, 안미정                                                                                                 | |
| 제154회 | 4월 20일  | 꽃잎이 바람에 흔들릴 때    | 이기순                                                                                                | 한경철                                                                                                | 김민선(김규리), 김연주, 채민희(채은재), 남윤정, 한수현, 김경응, 박소정(고은영), 박윤영, 노정명                                                         | |
| 제155회 | 4월 27일  | 억울합니다                 | 신종곤                                                                                                | 김형일                                                                                                | 이원발, 김동주, 고동현, 주효만, 김혁, 정승범, 정소영(정은찬), 곽상호, 권혁풍, 장창주, 최서우, 고진명                                                   | |
| 제156회 | 5월 4일   | 비틀즈와 딱정벌레          | 한소진                                                                                                | 심광흠                                                                                                | 허정규, 문혁, 허준혁(허정민), 박영목, 이기철, 김성웅, 박선주, 신미경, 최지원, 송승현(송채빈), 이금복                                                   | |
| 제157회 | 5월 11일  | 또 다른 시작               | 김지우                                                                                                | 박찬홍                                                                                                | 안재모, 나영진, 조명식(조재완), 이지형, 오승명, 이계영, 김재종                                                                                         | |
| 제158회 | 5월 18일  | 오해                       | 이향희                                                                                                | 이제헌                                                                                                | 황윤미(고은채), 최란, 이승민, 김미현, 명영화, 최연수, 김세진, 한승연, 김상엽, 변원희, 김연수                                                           | |
| 제159회 | 5월 25일  | 내 친구의 자리             | 이기순                                                                                                | 한경철                                                                                                | 이인혜, 김민선(김규리), 이주현(이보나), 양미경, 이계영, 김경응, 고동현, 이정숙, 유해원, 강진아, 조순경, 김혜진, 주수정, 나정무, 강보경                 | |
| 제160회 | 6월 1일   | 남자답게 사는 법           | 신종곤                                                                                                | 김형철                                                                                                | 도지원(임서연), 문혁, 고동현, 이혜인, 이미나, 권혁풍, 박소라, 곽상호, 편기연, 권지혜, 김은숙, 최서우, 김원, 김승범, 류정곤, 신성우                     | |
| 제161회 | 6월 8일   | 진실게임                   | 김지우                                                                                                | 심광흠                                                                                                | 홍수현, 박소정(고은영), 김혜경, 안해숙, 박정선, 명영화                                                                                                 | |
| 제162회 | 6월 15일  | 모래 위의 아이들           | 이향희                                                                                                | 이제헌                                                                                                | 김용우(기태영), 김상엽, 박재필, 이재식, 김하균, 최돈규, 이형섭, 윤여진, 구자광, 함태준, 나경민, 김기훈, 강석원, 정용학, 이호원, 배영주, 김반석, 김정식 | |
| 제163회 | 6월 22일  | 범생과 날라리              | 이기순                                                                                                | 한경철                                                                                                | 이원발, 문혁, 고세원, 이계영, 김원배, 이정숙, 김준규, 곽상호, 편기연, 최서우, 김연수                                                                   | |
| 제164회 | 6월 29일  | 꿈꾸는 백댄서              | 신종곤                                                                                                | 임기준                                                                                                | 박칠용, 오유나, 진운성, 배미자, 권오탁, 김지은, 김기훈, 석강훈, 정휘석                                                                                 | |
| 제165회 | 7월 6일   | 그날 이후                  | 김지우                                                                                                | 심광흠                                                                                                | 문창길, 박철(박정철), 김민경, 김동주, 허맹호, 이인영, 박소라, 신미경, 박정학, 이주현(이보나), 류정곤, 서미애                                           | |
| 제166회 | 7월 13일  | 미스 신세대의 조건         | 이향희                                                                                                | 이제헌                                                                                                | 양현태(박도유), 하다솜, 김효진, 강민주, 박민승, 이미경, 박성미, 한소현, 한승연                                                                         | |
| 제167회 | 7월 20일  | 침묵속의 외침              | 김지우                                                                                                | 한경철                                                                                                | 이인혜, 박칠용, 이정호, 채민희(채은재), 이금복, 김상엽, 한범희, 허맹호                                                                                 | |
| 제168회 | 7월 27일  | 날개, 꺾이다               | 이기순                                                                                                | 전흥렬                                                                                                | 문혁, 허준혁(허정민), 이문수, 태민영, 박재필, 김주성, 편기연, 권혁풍, 최서우, 정소영(정은찬)                                                           | |
| 제169회 | 8월 3일   | 성(性)에 갇히다            | 이향희                                                                                                | 심광흠                                                                                                | 박소정(고은영), 임미영, 최영완, 최희연, 천미나, 박철(박정철), 이종남, 박태호, 명영화, 문창길, 김혜옥, 이정인, 정찬희, 김원, 구자광, 이장현, 김영혜     | |
| 제170회 | 8월 10일  | 12년간의 전쟁              | 김지우                                                                                                | 이제헌                                                                                                | 이승민, 하다솜, 이제신, 김경응, 전유경, 유식, 한승연, 박유정, 권지혜, 이지형, 김민경                                                                   | |
| 제171회 | 8월 17일  | 문 밖의 아이들             | 김지우                                                                                                | 한경철                                                                                                | 허준혁(허정민), 전정로, 최영완, 채민희(채은재), 문혁, 이금복, 이원발, 박유승, 김형철, 김건호                                                           | |
| 제172회 | 8월 24일  | 교실 천국                  | 이향희                                                                                                | 심광흠                                                                                                | 이문수, 육동일, 연운경, 하다솜, 노정명, 오지연, 유제일, 김준, 서윤경, 김상엽, 곽상호, 편기연, 이기철, 김재종, 김성태                                   | |
| 미방영  | 8월 31일  | 우리의 교육 현실을 말한다  | 166회와 172회 후반부에서 본 에피소드의 방영을 예고했으나, 방영일을 앞두고 내부적으로 취소를 결정했다. | 166회와 172회 후반부에서 본 에피소드의 방영을 예고했으나, 방영일을 앞두고 내부적으로 취소를 결정했다. | 166회와 172회 후반부에서 본 에피소드의 방영을 예고했으나, 방영일을 앞두고 내부적으로 취소를 결정했다.                                                  | 166회와 172회 후반부에서 본 에피소드의 방영을 예고했으나, 방영일을 앞두고 내부적으로 취소를 결정했다. |
| 제173회 | 9월 7일   | 즐거운 편지                | 이향희                                                                                                | 전흥렬                                                                                                | 이원발, 김하균, 조명식(조재완), 육동일, 김동주, 이영순, 김상엽, 최서우, 이용보, 정찬희, 고진명, 김재종                                                 | |
| 제174회 | 9월 14일  | 라디오, 전화 그리고 비디오 | 김지우                                                                                                | 이제헌                                                                                                | 최은경, 허준혁(허정민), 김미연, 류여진, 박유정, 김혜경, 김상엽, 이금복, 유승형, 강정운                                                                 | |
| 제175회 | 9월 21일  | 고3 아이들                 | 이기순                                                                                                | 심광흠                                                                                                | 이원발, 문혁, 양현태(박도유), 김동주, 고동현, 이정숙, 김준, 김주성, 편기연, 장창주, 박재필, 이기철, 김재종, 김성태                                     | |
| 제176회 | 9월 28일  | 내 마음의 바다             | 이향희                                                                                                | 한경철                                                                                                | 조명식(조재완), 허준혁(허정민), 류정곤, 김경응, 나경민, 조병기, 정석원                                                                                 | 마지막회                                                                                              |

## 편성 변경
- 8월 31일에 173회로 방송될 예정이었던 〈우리의 교육 현실을 말한다〉는 북한 미사일 발사 속보 외 여러 요인으로 인해 취소되었으며, 예정된 시간대에는 특집 다큐멘터리 《지구 가족》이 대체 편성되었다.